# Мартинес, Лоуреинс
Лоуре́инс Мануэ́ль Марти́нес Эиса́га (исп. Loureins Manuel Martínez Eizaga; род. 16 апреля 2005, Tucacas, Центрально-Западный регион) — венесуэльский футболист, нападающий клуба «Карабобо».

## Клубная карьера
Мартинес — воспитанник клуба «Карабобо». 13 августа 2023 года в матче против «Монагас» он дебютировал в венесуэльской Примеры. 30 сентября в поединке против «Саморы» Лоуреинс забил свой первый гол за «Карабобо». 

## Международная карьера
В 2025 году Мартинес в составе молодёжной сборной Венесуэлы принял участие в молодёжном чемпионате Южной Америки в Венесуэле. На турнире он сыграл в матче против сборной Чили.